# Григор'єве (Новгородська область)
Григор'єве — присілок у Батецькому районі Новгородської області Росії.

## Історія
Указом Президії Верховної Ради РРФСР 1953 року село Барські Кусоні перейменовано на Григор'єве, на честь героя Радянського союзу Григор'єва Григорія Петровича, загиблого та похованого у селі.

## Населення
| 2010 |
| ---- |
| 170  |